# Arbetarakademin

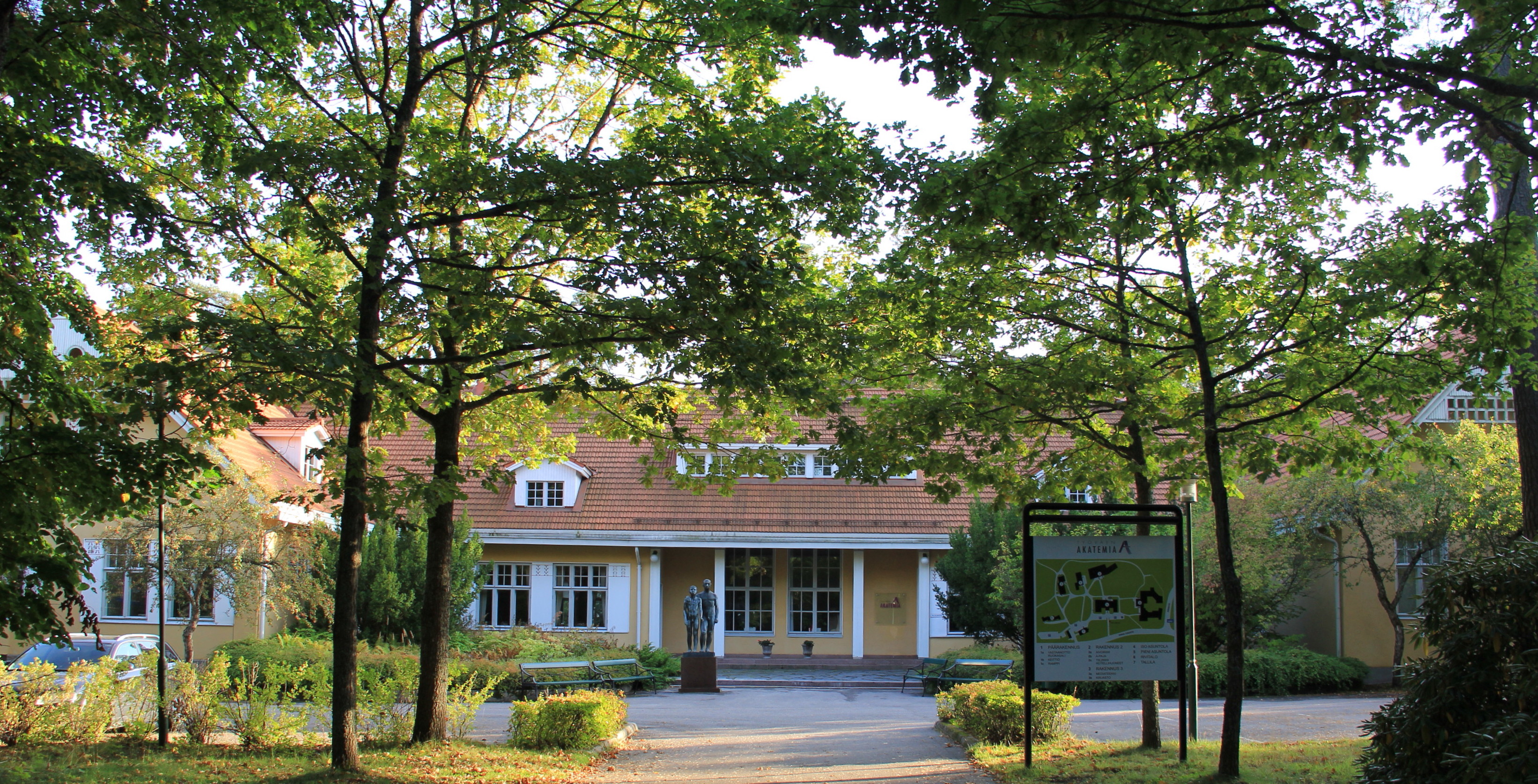
Arbetarakademin.

Arbetarakademin (officiellt Työväen akatemia) är en privatägd folkhögskola i Grankulla som grundades 1924. 
Inrättningen är nära förbunden med Finlands socialdemokratiska parti och ger undervisning främst i olika samhälleliga och kulturella ämnen. Den har sedan starten utbildat flera tusen personer i kommunal och facklig förvaltning. Drygt sextio av dess forna elever har suttit i Finlands riksdag.